# Dead Man Walking (opéra)
Personnages
Sœur Helen Prejean (mezzo-soprano)

Joseph De Rocher, meurtrier condamné (baryton)
Dead Man Walking est le premier opéra de Jake Heggie, sur un livret (fondé sur le livre homonyme (en) de sœur Helen Prejean, CSJ) de Terrence McNally. La première a lieu le 7 octobre 2000 au San Francisco War Memorial Opera House, où réside le San Francisco Opera. Les représentations y sont données à guichets fermés.

## Rôles
| Rôle                                                                 | Voix                 | Distribution de la première, le 7 octobre 2000 Chef d'orchestre : Patrick Summers     |
| -------------------------------------------------------------------- | -------------------- | ------------------------------------------------------------------------------------- |
| Sœur Helen Prejean                                                   | mezzo-soprano        | Susan Graham                                                                          |
| Joseph De Rocher, meurtrier condamné                                 | baryton              | John Packard                                                                          |
| Mme Patrick De Rocher, sa mère                                       | mezzo-soprano        | Frederica von Stade                                                                   |
| Son fils de 19 ans                                                   | ténor                | Eli Borggraefe                                                                        |
| Son fils de 14 ans                                                   | garçon soprano       | Mario Sawaya                                                                          |
| Sœur Rose, consœur de Helen                                          | soprano              | Theresa Hamm-Smith                                                                    |
| Howard Boucher, père du garçon assassiné                             | ténor                | Gary Rideout                                                                          |
| Jade Boucher, son épouse                                             | soprano              | Catherine Cook                                                                        |
| Owen Hart, père de la jeune fille assassinée                         | baryton              | Robert Orth                                                                           |
| Kitty Hart, son épouse                                               | soprano              | Nicolle Foland                                                                        |
| Père Grenville, aumônier du pénitencier d'État de Louisiane (Angola) | ténor                | Jay Hunter Morris                                                                     |
| George Benton, directeur de prison                                   | baryton              | John Ames                                                                             |
| Premier gardien de prison et policier à moto                         | baryton              | David Okerlund                                                                        |
| Second gardien de prison                                             | baryton              | Philip Horst                                                                          |
| Sœur Lillianne, consœur de Helen                                     | mezzo-soprano        | Sally Mouzon                                                                          |
| Sœur Catherine, consœur de Helen                                     |                      | Virginia Pluth                                                                        |
| Une mère                                                             |                      | Rachel Perry                                                                          |
| Un adjoint parajuridique                                             |                      | Jim Croom                                                                             |
| Cinq détenus                                                         |                      | Richard Walker, Daniel Harper, David Kekuewa, Frederick Winthrop, Frederick Matthews  |
| Mme Charlton                                                         |                      | Donita Volkwijn                                                                       |
| Jimmy Charlton                                                       |                      | Jeremy Singletary                                                                     |
| Anthony De Rocher, frère de Joseph                                   | rôle muet            | David Tenenbaum                                                                       |
| Garçon, victime                                                      | rôle muet            | Sean San Jose                                                                         |
| Jeune fille, victime                                                 | rôle muet            | Dawn Walters                                                                          |
| Orchestre                                                            | Orchestre            | Orchestre du San Francisco Opera                                                      |
| Chœur                                                                | Chœur                | Chœur du San Francisco Opera                                                          |
| Production                                                           | Production           | Lotfi Mansouri                                                                        |
| Mise en scène                                                        | Mise en scène        | Joe Mantello                                                                          |
| Décors                                                               | Décors               | Michael Yeargen                                                                       |
| Costumes                                                             | Costumes             | Sam Fleming                                                                           |
| Éclairage                                                            | Éclairage            | Jennifer Tipton (en)                                                                  |
| Préparation musicale                                                 | Préparation musicale | Bryndon Hassman, Adelle Eslinger, John Churchwell, Ernest Frederick Knell, Sara Jobin |

## Résumé
Lieu : Louisiane
Époque : Années 1980

### Prologue
Un adolescent et sa petite amie se sont garés de nuit près d'un lac isolé. Ils se pelotent au son de la musique de la radio de la voiture. Cachés tous près, les frères De Rocher sortent silencieusement de l'obscurité. L'un d'eux éteint la radio, puis les deux attaquent les jeunes. Anthony empoigne le garçon, qui commence à lutter ; Joseph attaque la jeune fille et commence à la violer. Le garçon continue de lutter jusqu'à ce qu'Anthony lui tire une balle à bout portant à la base du crâne. La fille se met alors à crier, et Joseph, pris de panique, la frappe à coups de poignard jusqu'à ce qu'elle se taise.

### Acte I
Scène 1 : Hope House, mission de sœur Helen dirigée par les sœurs de Saint-Joseph
Avec l'aide de quelques autres sœurs, sœur Helen enseigne aux enfants un hymne ; cet hymne, "He Will Gather Us Around", va devenir le leitmotiv de Helen dans l'opéra. Une fois les enfants partis, Helen révèle à ses consœurs qu'un détenu avec qui elle correspond lui demande d'être sa conseillère spirituelle et qu'elle a décidé d'accepter. Les sœurs sont choqués ; elles préviennent Helen des dangers de sa position, mais elle est résolue.
Scène 2 : Le trajet vers la prison
Helen se rend en voiture jusqu'au pénitencier d'État de Louisiane (Angola) et médite sur son acceptation de l'offre du condamné. Elle est interceptée par un policier à moto pour excès de vitesse, mais il la laisse aller après un bref soliloque humoristique : « Je n'ai encore jamais donné de contravention à une bonne sœur. J'en ai donné une fois à un agent de l'IRS… on m'a contrôlé cette année-là. Je vous dis…"
Scène 3 : Prison d'État Angola

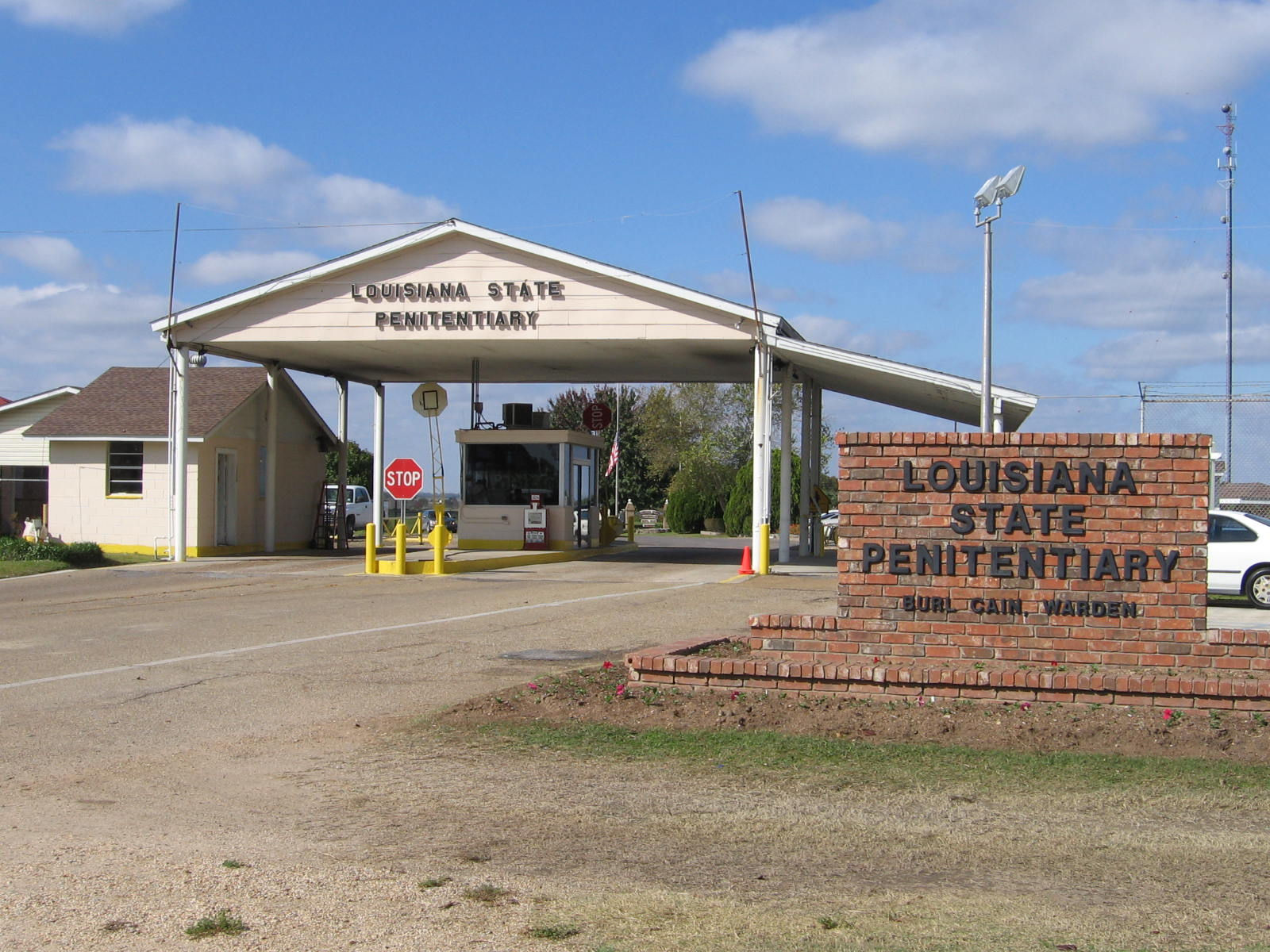
Le pénitencier d'État de Louisiane, cadre de l'opéra

Helen arrive à la prison et est accueillie par l'aumônier de la prison, qui la fait entrer.
Scène 4 : Bureau du père Grenville
Le père Grenville blâme sœur Helen de prendre en charge De Rocher, prétendant que cet homme est inaccessible, et lui dit qu'elle est dépassée par les événements. Helen répond qu'il est de son devoir de tenter d'aider le condamné. Le père Grenville la laisse en présence du directeur Benton, qui lui pose nombre des questions déjà posées par le père et critique aussi la décision de Helen. Il la mène ensuite au couloir de la mort pour qu'elle rencontre De Rocher.
Scène 5 : Couloir de la mort
Le directeur Benton et sœur Helen traversent le couloir de la mort jusqu'au parloir. Ils sont abordés par les détenus (chœur), qui tour à tour crient des injures à la sœur ou lui demandent de prier pour eux.
Scène 6 : Parloir du couloir de la mort
Le directeur Benton mène De Rocher au parloir. Le condamné est amical et a bon caractère. La sœur et lui conversent ; il lui demande de parler à l'audience de la commission de réhabilitation en son nom. Il semble persuadé qu'elle ne reviendra pas l'aider ; elle lui assure que ce ne sera pas le cas.
Scène 7 : L'audience de la commission de réhabilitation
Sœur Helen assiste à l'audience avec la mère et deux des frères cadets du condamné, qui implorent la commission de réhabilitation au nom de celui-ci. En colère, l'un des parents des victimes de Joseph fait une sortie contre la sœur.
Scène 8 : Le parc de stationnement du palais de justice
Les quatre parents des victimes du condamné s'emportent contre la mère du condamné et sœur Helen, qui tente de calmer les deux parties. Les parents l'accusent de ne pas comprendre leur peine et leur douleur. On apprend que la commission de réhabilitation a rejeté la demande du condamné. Sauf intercession du gouverneur, le condamné doit mourir pour le crime qu'il a commis.
Scène 9 : Le parloir du couloir de la mort
De Rocher est persuadé que Helen l'a abandonné ; elle entre, en retard, et lui dit qu'elle ne l'a pas fait et qu'elle ne le fera pas. Il est en colère et rejette toutes ses propositions de confesser ses actes et de faire la paix avec lui-même. Le directeur entre et dit à Helen de partir sur-le-champ.
Scène 10 : La salle d'attente de la prison
Helen cherche de la monnaie pour un distributeur automatique d'aliments, ayant oublié de manger. Dans sa tête, elle commence à entendre les voix des parents, des enfants de Hope House, du père Grenville, du policier à moto, du directeur Benton et de ses consœurs, qui lui disent tous de ne plus essayer d'aider De Rocher. Le directeur vient lui dire que le gouverneur a refusé d'intervenir pour sauver le condamné et lui donne de la monnaie pour le distributeur. Helen s'arrête un moment, puis s'évanouit.

### Acte II
Scène 1 : Cellule de prison de Joseph De Rocher
Un gardien entre et dit à De Rocher, qui fait des pompes, que la date de l'exécution est fixée au 4 août. Il quitte ; Joseph médite sur son sort.
Scène 2 : Chambre de sœur Helen
Helen se réveille, terrifiée par un cauchemar, ce qui inquiète sœur Rose. Cette dernière la prie de cesser de s'occuper de De Rocher en lui rappelant qu'elle ne dort pas bien depuis qu'elle l'aide. Helen dit qu'elle n'y arrive pas ; les deux femmes prient pour avoir la force de pardonner à De Rocher.
Scène 3 : Cellule de Joseph
C'est le soir de la date fixée pour l'exécution. Joseph et sœur Helen parlent ; ils découvrent qu'ils aiment tous deux Elvis. Il admet pour la première fois qu'il est effrayé. Elle le rassure et le presse d'avouer ce qu'il a fait et de faire la paix avec lui-même ; il refuse à nouveau. Le directeur entre et les informe que Mme De Rocher est là pour voir son fils.
Scène 4 : Le parloir
Mme De Rocher et ses deux jeunes fils sont là. Joseph arrive et essaie de s'excuser, mais la mère ne veut rien entendre, préférant croire jusqu'à la fin à l'innocence de son fils. Elle se plaint qu'elle lui a fait des biscuits, mais qu'on ne l'a pas autorisée à les lui apporter. Elle demande ensuite à Helen de prendre une dernière photo des quatre membres de la famille avec l'appareil qui se trouve dans son sac à main. Les gardiens emmènent Joseph ; sa mère le suit du regard, remonte dans le passé, au bord des larmes, et finit par perdre toute retenue. Elle remercie Helen pour tout ce qu'elle a fait ; Helen promet de s'occuper des biscuits à sa place.
Scène 5 : À l'extérieur du quartier des condamnés à mort
Helen parle aux parents des victimes. L'un d'eux, Owen Hart, la prend à part et lui confesse qu'il est moins sûr qu'avant de ce qu'il veut ; il ajoute que sa femme et lui se sont séparés à cause de la tension qu'ils ont vécue. Helen essaie de le consoler ; ils se séparent en se disant « tous deux victimes de Joseph De Rocher ».
Scènes 6 et 7 : Cellule de détention provisoire de Joseph
Helen et De Rocher conversent pour la dernière fois ; elle tente à nouveau de lui faire avouer les meurtres. Cette fois, il craque et lui raconte toute l'histoire. Il s'attend à ce que Helen le haïsse ; elle lui dit plutôt qu'elle lui pardonne et qu'elle sera pour lui le « visage de l'amour ». Le père Grenville entre et commence les derniers préparatifs de l'exécution.
Scène 8 : La marche vers la salle d'exécution et cette salle
Les gardiens, les détenus, le directeur, les parents, l'aumônier et des manifestants assemblés à l'extérieur de la prison chantent le Notre Père pendant que sœur Helen lit un extrait du livre d'Isaïe. Ils approchent de la salle d'exécution, et Helen est séparée du condamné. Le directeur demande à ce dernier s'il a un dernier mot à dire ; De Rocher demande pardon aux parents des adolescents assassinés. Le directeur donne le signal, et l'exécution a lieu. De Rocher meurt en remerciant à nouveau Helen de son amour. Elle se tient au-dessus du corps et chante son hymne une dernière fois.

## Réaction des critiques
L'opéra a eu en général une bonne critique ; on a notamment vanté les interprétations subtiles, pénétrantes, des principaux chanteurs et la production simple mais efficace. « Ce fut un triomphe qui a dépassé ce que même ses partisans les plus optimistes auraient pu prévoir », a écrit un critique du San Francisco Chronicle. En 2007, selon l'Australian, « l'attrait de l'œuvre réside dans sa fusion presque parfaite des idées et des émotions. »
Nombre d'entre eux ont aussi tenu le livret de McNally pour être parmi les livrets récents les plus finement ciselés : « le livret, tantôt par son franc-parler tantôt par son éloquence, avec de merveilleuses touches d'ironie pour alléger l'atmosphère lorsque cela est le plus nécessaire, constitue le fondement de ce drame déchirant ». Heggie ne l'a pas entièrement mis en musique : McNally lui remit le livret et lui donna expressément pour instructions d'utiliser les parties qu'il jugerait nécessaires et de rejeter le reste.

## Représentations postérieures
En 2001, sept compagnies d'opéra américaines commandent ensemble une nouvelle mise en scène de l'opéra : celle du comté d'Orange, de Cincinnati, de New York, de Detroit, de Pittsburgh, de Baltimore et d'Austin. L'opéra est joué de nombreuses fois aux États-Unis et représenté pour la première fois en Australie en 2002, avec Teddy Tahu Rhodes dans le rôle de Joseph De Rocher.
En 2007, produit par Nicole Alexander Productions (en), il est joué au State Theatre (en) de Sydney. Il est nommé pour six prix Helpmann (en) et en obtient deux (ceux de la meilleure décoration scénique et du meilleur chanteur d'opéra).
La première canadienne a lieu à Calgary (Alberta) en janvier 2006, avec Daniel Okulitch dans le rôle de Joseph De Rocher. La première européenne a lieu en mai 2006 au Semperoper à Dresde, en Allemagne. La même production est reprise au Theater an der Wien, à Vienne, le 26 septembre 2007. L'œuvre fut aussi représentée à l'opéra (en) de Malmö, en Suède.
L'opéra est repris en 2013 à Montréal avec Allyson McHardy et Etienne Dupuis,.
Une nouvelle orchestration est composée par Jake Heggie pour 31 musiciens, en 2015 et créée par Opera Parallèle au Yerba Buena Center for the Arts au Théâtre de San Francisco,.
L’œuvre ouvre le festival de Vancouver en 2017, avec en vedette J'Nai Bridges en Soeur Helen, première femme noire à incarner l'héroïne.
L’œuvre est ensuite créée pour la première fois sur scène en 2019 au Royaume Uni, au Royal Conservatoire of Scotland, dans une mise en scène de Caroline Clegg, avec Carolyn Holt dans le rôle de Soeur Helen et Mark Nathan dans celui du condamné à mort.
C'est également en 2019 que la production de l'Israélien Tomer Zvulun arrive à l'Opéra d'Atlanta avec Jamie Barton, Michael Mayes, Maria Zifchak, Jay Hunter Morris, Kevin Burdette and Karen Slack. Opera Delaware programme l’œuvre pour son festival 2019. Au Lyric Opera de Chicago, quelques représentations sont organisées en novembre 2019 avec Ryan McKinny, Suzan Graham et Patricia Racette.
Une nouvelle production de Ivo Van Hove était programmée pour la saison 2020-21 du Metropolitan Opera de New York mais l'ensemble des représentations ont été annulées du fait du COVID. La reprise a lieu en septembre et octobre 2023, sous la direction de Yannick Nezet-Seguin, avec Joyce DiDonato, Ryan McKinny et Suzan Graham et sera retransmise dans les cinémas du monde entier en live HD.

## Enregistrement
Un ensemble de deux CD tirés de la première série mondiale de représentations est sorti par Erato en 2002, cat. : 86238, (ASIN B000059ZHR).